# Carallia pectinifolia
Carallia pectinifolia är en tvåhjärtbladig växtart som beskrevs av Wan Chang Ko. Carallia pectinifolia ingår i släktet Carallia, och familjen Rhizophoraceae. Inga underarter finns listade i Catalogue of Life.